# Pierre Jalabert
Pour les articles homonymes, voir Jalabert.
Pierre Jalabert, né le 13 janvier 1884 à Béziers où il est mort le 27 février 1968, est un poète, écrivain et historien français du XXe siècle.

## Biographie
Pierre Louis Emmanuel Joseph Jalabert, né le 13 janvier 1884 à Béziers, est le fils de Jean Marie Jalabert, négociant (1838-1893) et de Marie Rachel Barthès (1842-1926).
Pierre Jalabert fait ses débuts littéraires avec la pièce de théâtre Pierrot Philosophe, jouée à pour la première fois à Béziers le 2 février 1904, puis au théâtre de Montpellier avant d'être publiée. Il fait partie du Groupe de Béziers, un ensemble d'auteurs qui animent l'activité littéraire régionale, dont partie également partie Ernest Gaubert, Pierre Hortala, Etienne Arnaud.
Il est incorporé en octobre 1906 pour le service militaire au 17e Régiment d’infanterie.
Avant la Grande guerre, il publie un recueil de poèmes, Les Chansons de l'Aube, en 1909 et deux pièces de théâtre avec Étienne Arnaud : La Belle au bois s'est rendormie, en 1910 et La Veillée rouge, dont la première est jouée au Théâtre du Palais-Royal le 20 mai 1913. Les critiques parues dans les journaux après la représentation de celle-ci sont chaleureuses.
Il fait paraitre son premier roman, Au cœur des vignes, à la fin de l'année 1911. Dans son article sur ce roman « à tendance régionale », Jean Amade écrit qu'il a « beaucoup aimé le livre de M. Pierre Jalabert à cause précisément de l'intelligente et artistique fusion de ce qu'on me permettra d'appeler les deux données, l'une tout extérieure sans doute, mais l'autre venue ou si l'on veut, tirée du fond de l'être ».
Il est rappelé lors de la mobilisation générale en août 1914, pour la Première Guerre mondiale. Il est cité à l'ordre du régiment et de la brigade en 1915 : « Le 22 juillet 1915, a dans une tranchée de première ligne entièrement bouleversée par un violent bombardement d'artillerie lourde porté et assuré le transport de plusieurs blessés au prix des plus grandes difficultés et au front depuis le début de la campagne a toujours fait preuve des plus grandes qualités comme brancardier ». Il est détaché en septembre 1916 au 36e Régiment d’infanterie à Châlons, puis passe au 248e Régiment d’infanterie, après la dissolution du 296e Régiment d’infanterie, en décembre 1917 jusqu'à sa démobilisation en mars 1919.
Lorsqu'il lui remet le prix Pujol de poésie de l'Académie des jeux floraux en 1922 pour La Vie enthousiaste, Joseph Rozès de Brousse  rappelle que Pierre Jalabert est le secrétaire de la rédaction à la Muse française, la même « que dirigeait le jeune Victor Hugo » cent ans auparavant. Il dit encore que « son ouvrage tout entier, ou presque, est un hymne enthousiaste en effet, au Languedoc et au Midi. Sur les six parties qui le composent, une seulement est consacrée à l'Art en général et une autre, aux souvenirs vécus de la guerre. Tout le reste chante notre Midi, dans les quatre livres ou parties qui s'appellent la Terre natale, les Arbres du Pays, les Cités et Mes Quatre Evangiles ».
Dans sa critique sur La Coupe d'ambroisie, à la fin de l'année 1929, Gérard Heim écrit qu'il retrouve dans ce recueil de poèmes « une inspiration élevée, une forme impeccable, une langue toujours pure mise au service d'un esprit profond et en pleine maturité ».
La Provence et le comté de Nice, qu'il publie en 1938 dans la collection Coins de France, après y avoir publié Le Languedoc, lui vaut le prix Montyon attribué par l'Académie française en 1939.
Pierre Jalabert épouse Rose D. le 28 février 1961 à Nice et meurt à Béziers le 27 février 1968.

## Œuvres principales
- Au cœur des vignes, 1911[12]
- La Vie enthousiaste, 1921[13]
- Parmi les roses des légendes, 1925[14]
- La Coupe d'ambroisie, 1929[15]
- La Provence et le comté de Nice, 1938

## Distinctions
- Croix de guerre 1914–1918, étoile de bronze[8]
- 1922 : Académie des jeux floraux - Grand prix de poésie pour La Vie enthousiaste
- 1923 : Académie des jeux floraux - Grand prix de poésie pour Parmi les roses des légendes[16]
- 1939 : Académie française - Prix Montyon pour La Provence et le comté de Nice[17]
- 1940 : Académie des jeux floraux - Prix d'académie de poésie pour La Couronne de lumière[18]

## Hommages et postérité
- Une rue de Béziers est nommée d'après Pierre Jalabert.